# Chaudière marine écossaise

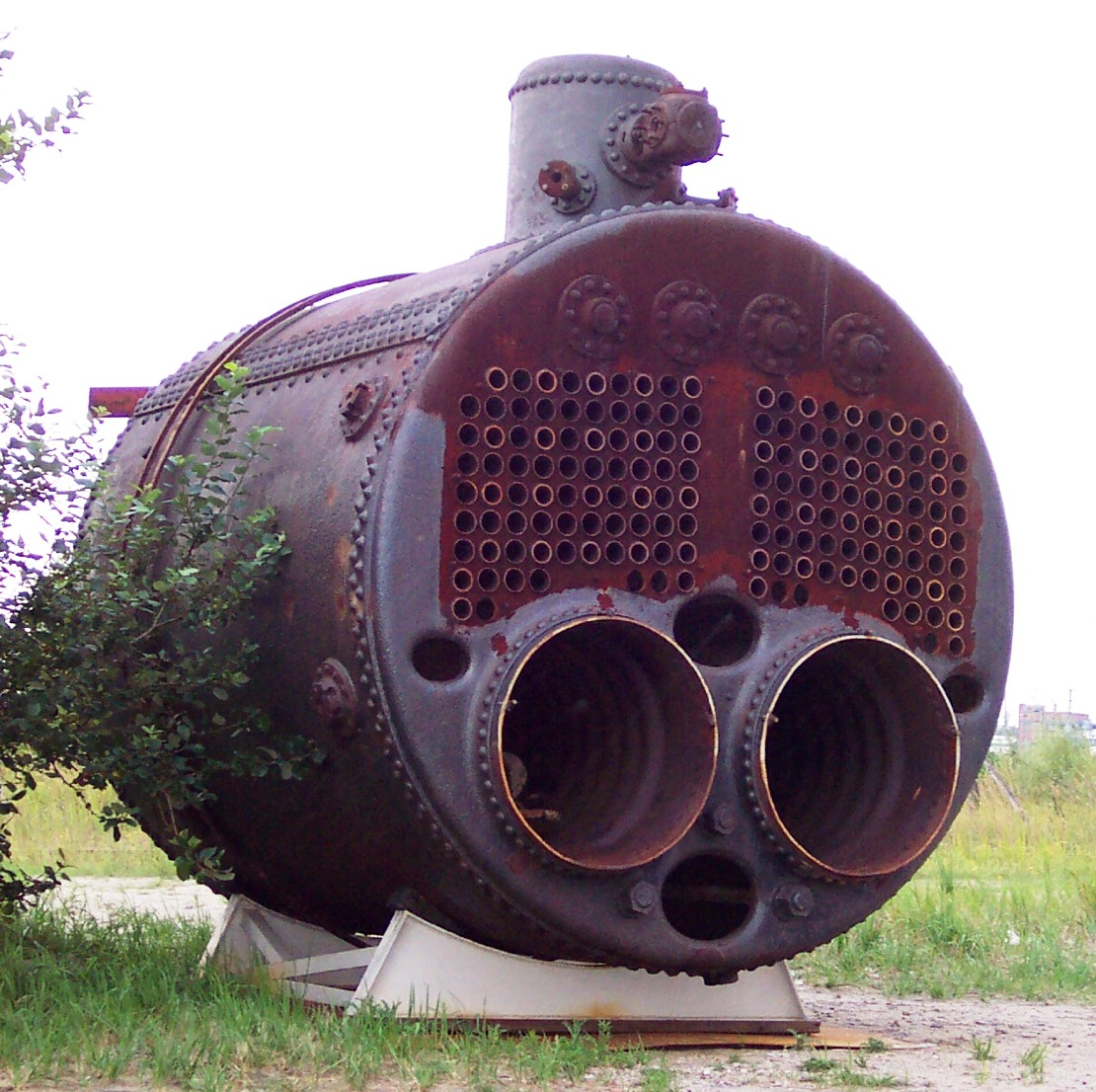
Exemple allemand. Notez le dôme à vapeur, une caractéristique typiquement allemande, ainsi que les fours ondulés.

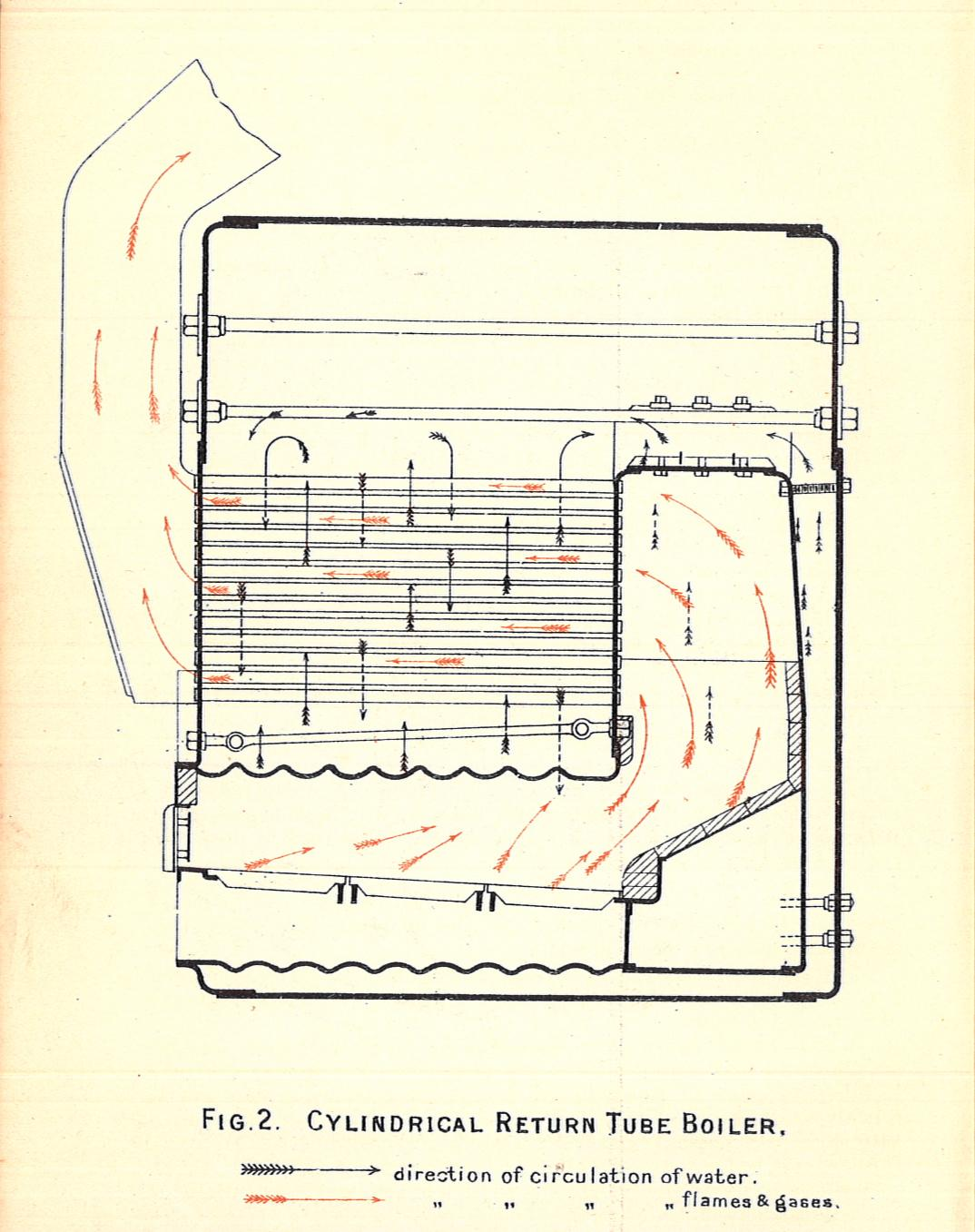
Schéma en coupe d'une chaudière "wet back".

Une chaudière marine "écossaise" (ou simplement chaudière écossaise) est un modèle de chaudière à vapeur surtout connu pour son utilisation sur les navires.
La disposition générale est celle d'un cylindre horizontal trapu. Un ou plusieurs grands fourneaux cylindriques se trouvent dans la partie inférieure de la coque de la chaudière. Au-dessus se trouvent de nombreux tubes à fumée de petit diamètre. Les gaz et la fumée provenant du fourneau passent à l'arrière de la chaudière, puis retournent dans les petits tubes et sortent par la cheminée. Les extrémités de ces multiples tubes sont coiffées par une boîte à fumée, à l'extérieur de la coque de la chaudière.
La chaudière écossaise est une chaudière à tubes de fumée, en ce sens que les gaz de combustion chauds passent par des tubes placés dans un réservoir d'eau. En tant que telle, elle est une descendante de la chaudière Lancashire et, comme cette dernière, elle utilise plusieurs fourneaux séparés pour obtenir une plus grande surface de chauffe pour une capacité de four donnée. Elle diffère de la Lancashire à deux égards : de nombreux tubes de petit diamètre (généralement 3 ou 4 pouces [75 ou 100 mm] de diamètre chacun) sont utilisés pour augmenter le rapport entre la surface de chauffe et la section transversale. Deuxièmement, la longueur totale de la chaudière est réduite de moitié en repliant le chemin des gaz sur lui-même.

## Chambre de combustion

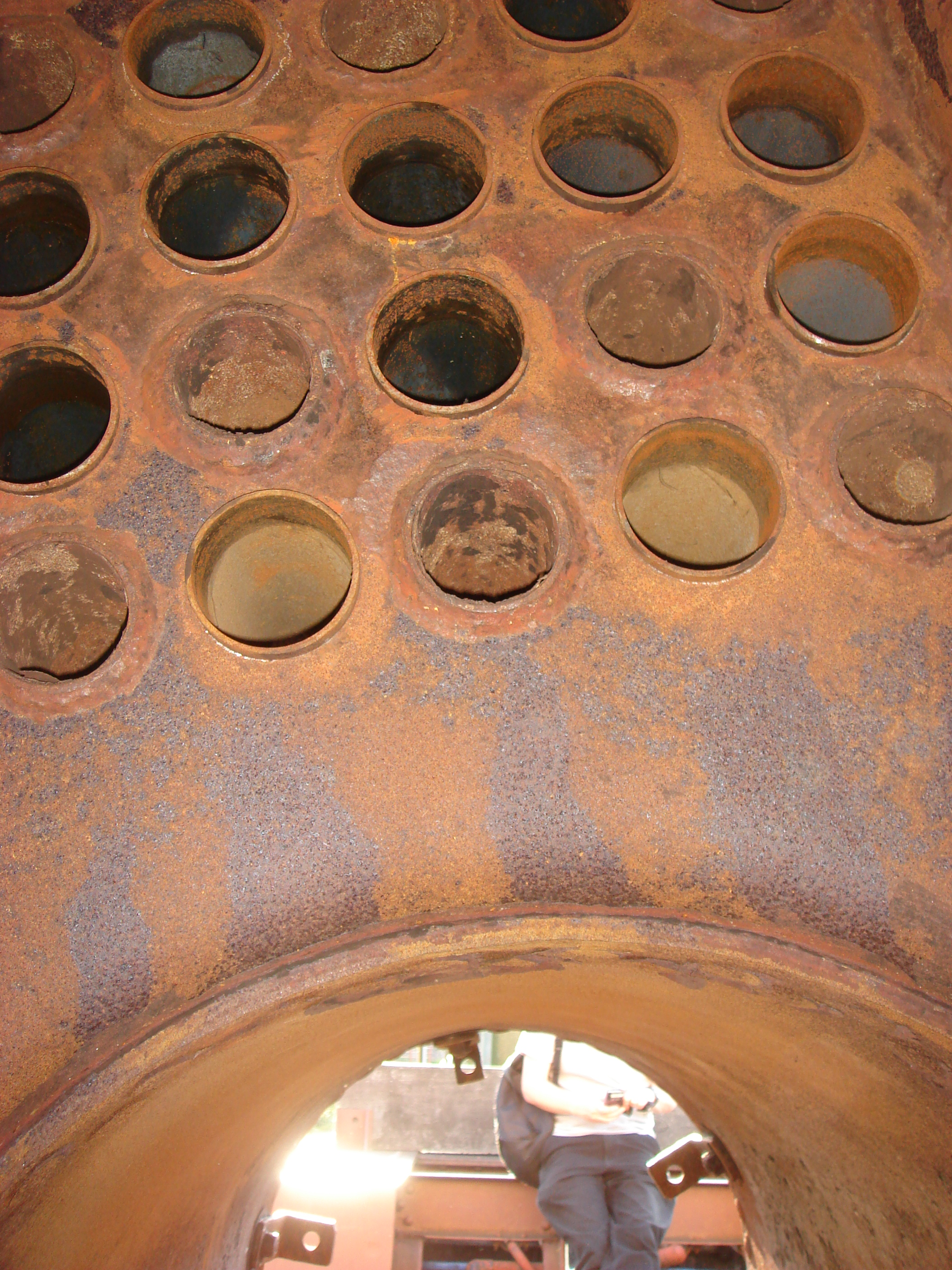
Intérieur de la chambre de combustion, vue sur la plaque tubulaire.

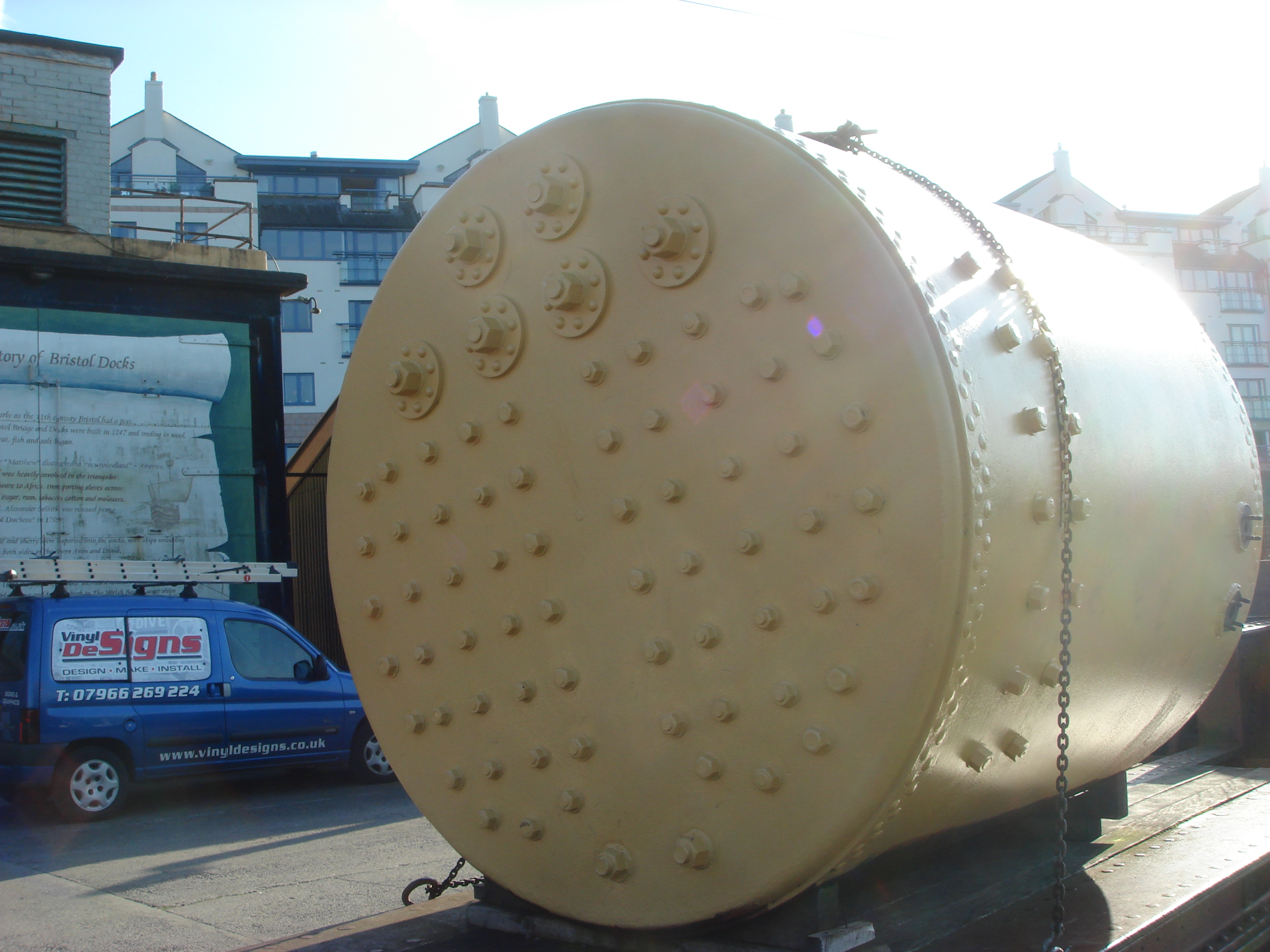
Face arrière de la chaudière du remorqueur à vapeur Mayflower, montrant les haubans supportant les chambres de combustion.

L'extrémité du fourneau est une boîte fermée appelée chambre de combustion qui s'étend vers le haut pour se raccorder aux tubes à feu.
La paroi avant de la chambre de combustion est soutenue contre la pression de la vapeur par les tubes eux-mêmes. La face arrière est maintenue par des haubans à tige à travers la coque arrière de la chaudière. Au-dessus de la chambre de combustion et des tubes se trouve un espace ouvert de collecte de la vapeur. Des tiges longues et plus grandes traversent cet espace sur toute la longueur de la chaudière et soutiennent les extrémités de la coque de la chaudière.
Dans le cas de fours multiples, il y a une chambre de combustion séparée pour chaque four. Quelques petites chaudières les reliaient en une seule chambre, mais cette conception est plus faible. Un problème plus sérieux est le risque d'inverser le tirage, où les gaz d'échappement d'un fourneau peuvent être soufflés vers l'arrière et sortir par le fourneau adjacent, blessant les soutiers qui travaillent devant.

## Origines

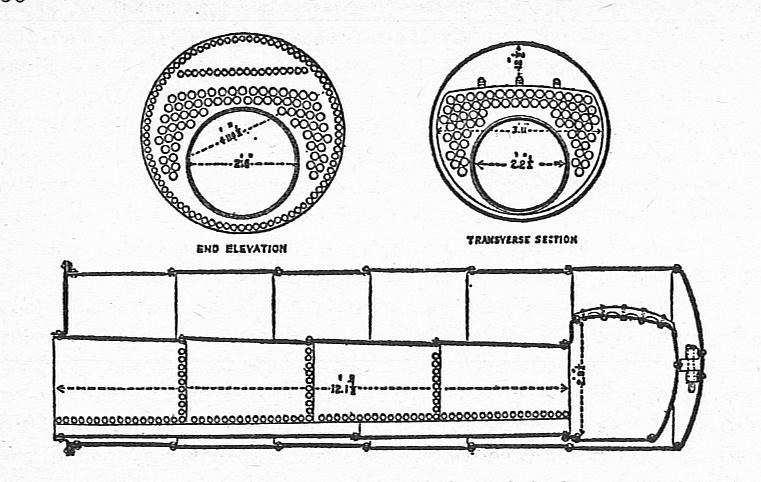
Chaudière "Wilberforce" en coupe

La première chaudière enregistrée de forme comparable a été utilisée dans une locomotive de chemin de fer, la classe "Wilberforce" de Hackworth en 1830. Cette chaudière avait une longue enveloppe cylindrique similaire à celle de sa "Royal George" à retour de fumée, mais le retour de fumée était remplacé par un certain nombre de petits tubes à feu, comme l'avait démontré si efficacement Stephenson avec sa "Rocket" un an plus tôt. La nouvelle caractéristique d'une chambre de combustion entièrement interne était utilisée. Contrairement à la chaudière écossaise ultérieure, celle-ci était autoportée par ses propres haubans, plutôt que d'utiliser des haubans à travers les parois de la coque de la chaudière. Cela permettait à l'ensemble de la plaque tubulaire extérieure, du tube de foyer, de la chambre de combustion et des tubes à fumée d'être retirés de l'enveloppe de la chaudière en une seule unité, simplifiant ainsi la fabrication et l'entretien. Bien qu'il s'agisse d'une caractéristique intéressante, elle est devenue peu pratique pour les chambres de plus grand diamètre qui nécessitaient le soutien de la coque.

## Variantes

### Nombre de fourneaux
La pratique courante pour les navires était d'avoir deux fourneaux dans chaque chaudière. Les petites chaudières pouvaient n'en avoir qu'un, les grandes chaudières en avaient généralement trois. La limite de la taille des chaudières était la quantité de travail que chaque soutier pouvait faire, en allumant un fourneau par homme. Les plus grands navires (c'est-à-dire tout ce qui était au-dessus du plus petit) avaient plusieurs chaudières.
Comme pour la chaudière Lancashire, le fourneau était souvent ondulé pour plus de solidité. Différents fabricants avaient leur propre façon de réaliser ces ondulations, ce qui a conduit à leur classification à des fins de maintenance sous les titres généraux de Leeds, Morrison, Fox, Purves ou Brown.

### Wet back et dry back

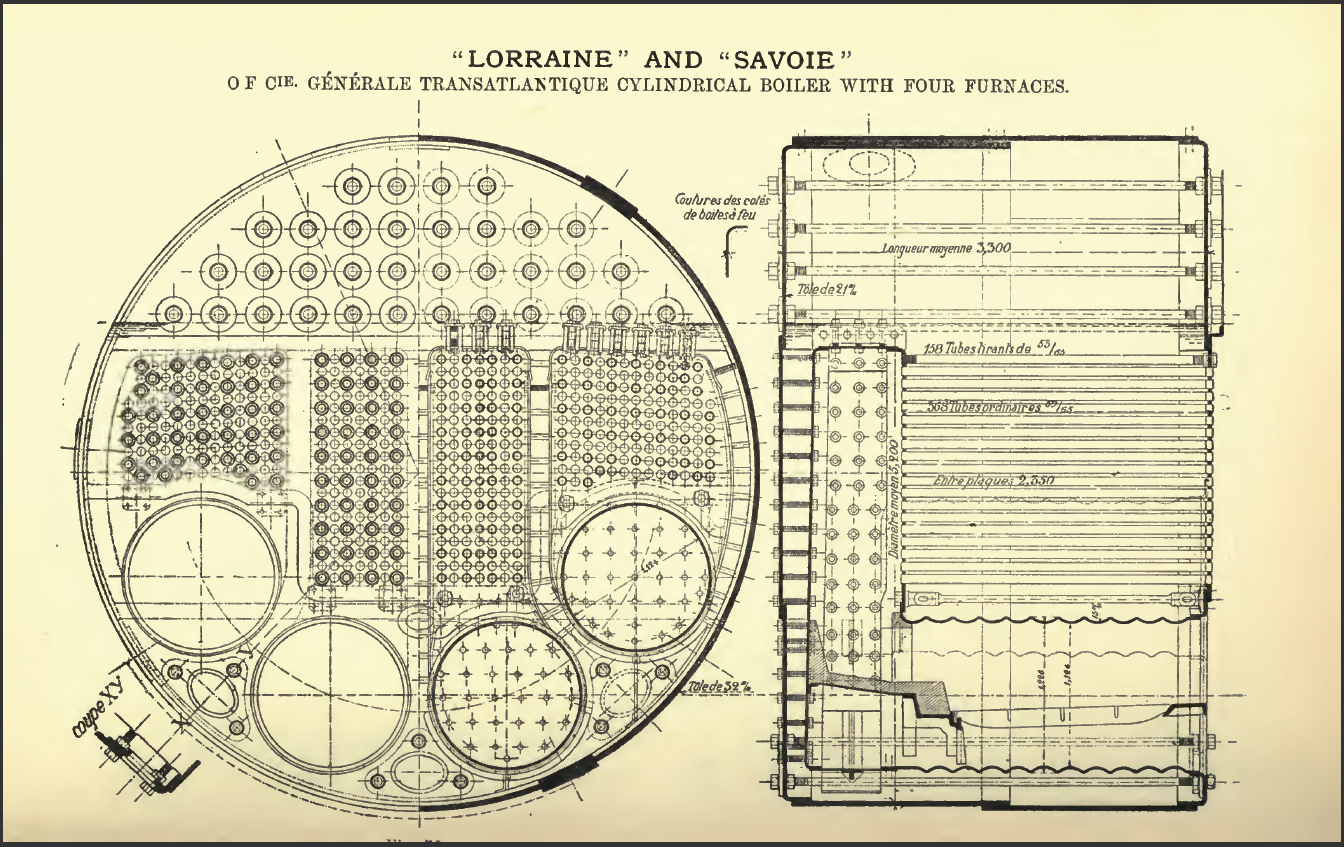
Coupe transversale et longitudinale d'une chaudière à quatre fourneaux

La conception typique est le "wet back", où la face arrière de la chambre de combustion est enveloppée d'eau comme surface de chauffe.
Dans la variante "dry back", l'arrière de la chambre de combustion est une boîte ouverte, soutenue ou entourée d'une simple enveloppe en tôle,, ce qui simplifie la construction mais fait perdre beaucoup d'efficacité. Elle n'est utilisée que pour les petites chaudières où le coût du capital l'emporte sur le coût du combustible. Bien que la chaudière écossaise soit aujourd'hui rarement le générateur de vapeur principal d'un navire, on rencontre encore de petits modèles de dry-back tels que le Minipac, pour répondre aux demandes secondaires lorsque le navire est à quai dans un port et que les chaudières principales sont froides.
Une variante intéressante de la conception dry-back a fait l'objet d'un brevet pour la combustion de combustibles sujets aux cendres. L'arrière de la chambre de combustion est utilisé comme point d'accès pour un séparateur de cendres, qui retire les cendres avant les tubes de petit diamètre.

### Double extrémité
La conception à double extrémité place deux chaudières dos à dos, en supprimant la paroi arrière de la coque de la chaudière. Les chambres de combustion et les tubes à feu restent séparés. Cette conception permet de réduire le poids de la structure, mais elle rend la chaudière plus longue et plus difficile à installer sur un navire. Pour cette raison, elles n'étaient pas couramment utilisées, bien que les arrangements dos à dos de plusieurs chaudières à une extrémité soient courants.

### Inglis
La modification "Inglis" ajoute une chambre de combustion supplémentaire où un grand conduit unique supplémentaire revient de l'arrière vers l'avant de la chaudière. L'écoulement dans les multiples tubes se fait donc de l'avant vers l'arrière, et l'échappement se fait donc à l'arrière. Plusieurs fours partageraient une seule chambre de combustion.
Le principal avantage de l'Inglis est la surface de chauffe supplémentaire qu'il ajoute, pour un volume de coque comparable, d'environ 20 %. Étonnamment, cela ne provient pas de la chambre de combustion supplémentaire, mais de l'allongement des tubes à feu étroits. Ceux-ci peuvent maintenant courir sur toute la longueur de la coque de la chaudière, plutôt que sur la distance plutôt courte entre la chambre de combustion interne et la plaque tubulaire avant. Malgré cet avantage, il est rarement utilisé.

## Utilisation dans les navires

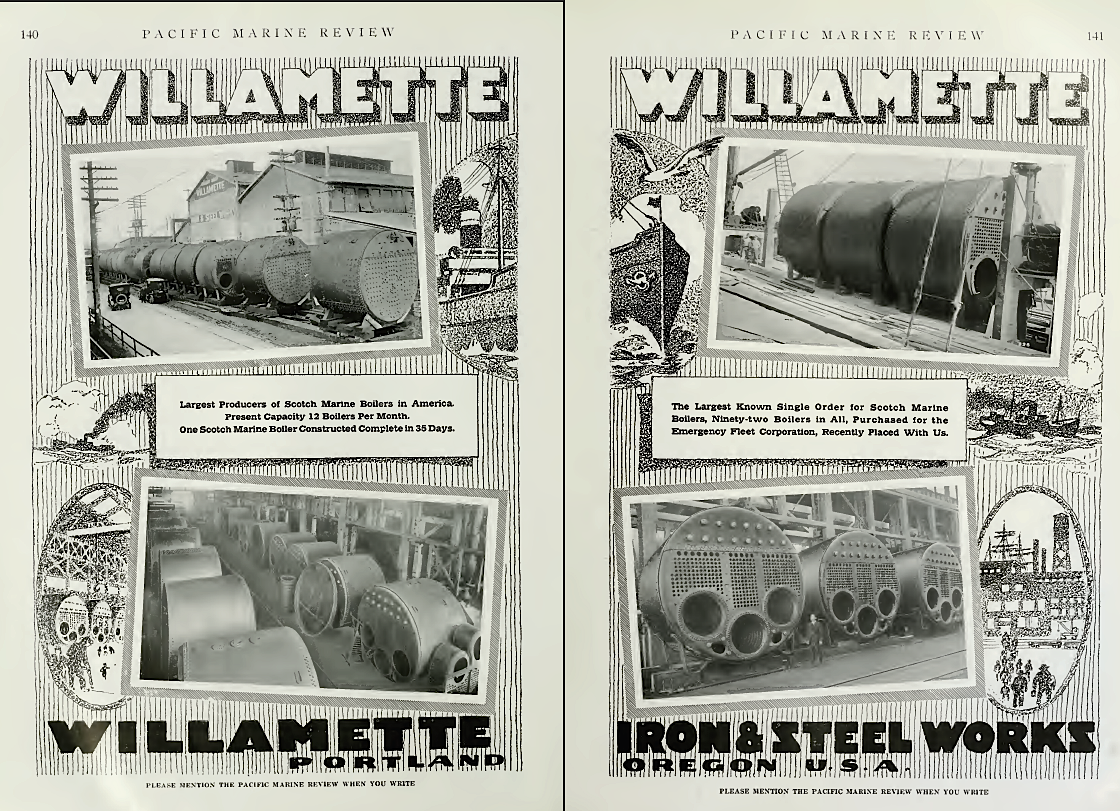
Publicité de Willamette Iron and Steel Works faisant état d'importantes commandes de chaudières de la Emergency Fleet Corporation

La chaudière marine écossaise a connu une utilisation quasi universelle pendant toute la période d'apogée de la propulsion à vapeur, en particulier pour les moteurs à piston les plus perfectionnés tels que les composés à triple expansion. Elle a duré de la fin des chaudières à basse pression à botte de foin au milieu du 19e siècle jusqu'au début du 20e siècle et l'avènement des turbines à vapeur avec des chaudières à tubes d'eau à haute pression telles que la Yarrow.
Les navires rapides ou de grande taille pouvaient nécessiter un grand nombre de chaudières. Le Titanic avait 29 chaudières : 24 à double extrémité et 5 plus petites à simple extrémité. Les plus grandes chaudières avaient un diamètre de 4,80 m et une longueur de 6,1 m, les plus petites avaient une longueur de 3,58 m. Toutes les extrémités avaient trois fours Morrison ondulés de 1,14 m de diamètre, 159 fours au total, et une pression de travail de 215 psi (1 480 kPa).

## Exemples de fonctionnement à bord de navires
De nombreuses chaudières écossaises sont en service sur des navires depuis 2010, et de nouvelles chaudières peuvent être construites pour remplacer celles qui sont périmées. Voici quelques exemples de bateaux à vapeur préservés utilisant des chaudières écossaises:

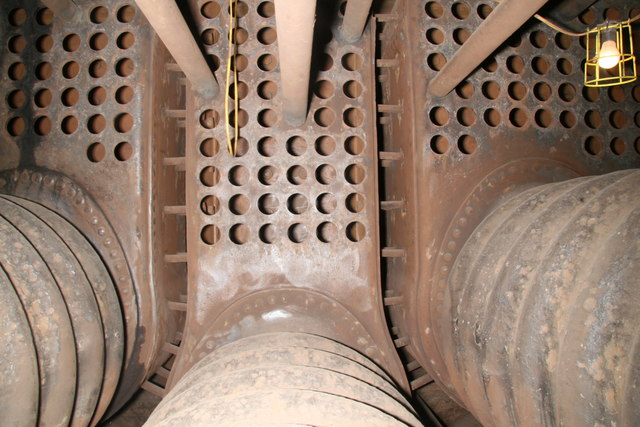
L'intérieur de la chaudière écossaise Daniel Adamson

- Le remorqueur à vapeur Daniel Adamson, construit en 1903, entièrement restauré et naviguant sur la rivière Weaver dans le Cheshire et sur le Manchester Ship Canal, possède une chaudière écossaise alimentée par trois fourneaux[11],[12],[13].
- Remorqueur à vapeur Mayflower, Musée industriel de Bristol
- Baltimore, de 1906, au Musée de l'industrie de Baltimore, est le plus ancien remorqueur à vapeur en activité aux États-Unis[14].
- Le remorqueur à vapeur Shieldhall, basé à Southampton, au Royaume-Uni, est entièrement opérationnel et possède deux chaudières écossaises alimentées au fioul[15].
- Le brise-glace à vapeur Stettin, fonctionnant avec deux chaudières à charbon.
- Le dériveur à vapeur Lydia Eva, basé à Lowestoft ou Great Yarmouth, entièrement opérationnel et doté de deux chaudières écossaises au charbon[16].
- Le remorqueur à vapeur Kerne construit en 1913. Exploité à partir de Liverpool par la Steam Tug Kerne Preservation Society. Une chaudière marine écossaise à dos humide alimentée au charbon avec deux fours. Pression de service maximale de 180 livres par pouce carré (1 200 kPa)[17].
- Le navire à vapeur Trafik construit en 1892 à Stockholm en Suède par Bergsunds Mekaniska Verkstad comme un navire de passagers et de fret sur le lac Vättern suédois et avec le port d'attache Hjo. Les machines et la chaudière sont les originaux fabriqués pour le navire à Stockholm[18].
- Le remorqueur à vapeur à mazout Canning, construit en 1954. D'abord basé à Liverpool, il a travaillé aux Swansea Docks à partir de 1966 et fait maintenant partie du National Waterfront Museum de cette ville.